# Palpoctenidia
Palpoctenidia is een geslacht van vlinders van de familie spanners (Geometridae), uit de onderfamilie Larentiinae.

## Soorten
- P. conspicuaria Leech, 1897
- P. elegans Inoue, 1982
- P. phoenicosoma Swinhoe, 1895